# LaVern Baker
LaVern Baker (* 11. November 1929 in Chicago, Illinois; † 10. März 1997 in New York City; eigentlich Delores Baker, nicht jedoch Delores Williams, wie oft fälschlich angegeben (angeheirateter Name)) war eine US-amerikanische Rhythm-and-Blues-Sängerin.

## Leben und Karriere
Delores Baker begann in einem Chicagoer Gospel-Kirchenchor, von dem aus sie mit siebzehn Jahren in ein Chicagoer Nachtlokal, den Club DeLisa, wo man sie unter dem Namen „Little Miss Sharecropper“ buchen konnte sowie in einen Detroiter Nachtclub wechselte. Der Bühnenname bezog sich auf die seit Anfang der 1940er-Jahre in Chicago auftretende Little Miss Cornshucks, deren Erkennungsmelodie So Long auch Baker sang. In Detroit wurde sie von dem erfahrenen Jazz-Orchesterleiter Fletcher Henderson entdeckt, der ihr einen Plattenvertrag bei Okeh Records verschaffte und für sie mit Willmette Ward I’m in a Crying Mood schrieb. Zusammen mit dem Orchester von Todd Rhodes nahm sie für King Records in Cincinnati ihre ersten Singles auf, die allerdings völlig unbeachtet blieben. Sie nannte sich von nun an LaVern Baker.
1954 erhielt sie einen Plattenvertrag bei Atlantic Records. Ihr Manager wurde Al Green (nicht der gleichnamige R&B-Sänger Al Green, sondern der frühere Betreiber der Detroiter Bar The Flame-Bar und Manager von Jackie Wilson), der sich bei ihren weiteren Rhythm-and-Blues-Aufnahmen bis zu seinem Tod im Jahre 1957 um Baker kümmerte. Eine unter ihnen war der Klassiker Tweedlee Dee, der später ein großer Hit für Georgia Gibbs wurde. Baker verklagte daraufhin Gibbs’ Plattenfirma auf Schadenersatz wegen geistigen Diebstahls. Dieser Diebstahl bezog sich nicht auf die Songwriter-Tantiemen, sondern auf das Arrangement, das Ton für Ton übernommen wurde. Der damals in der Fachbranche beachtete Prozess entschied sich zu Ungunsten von Baker und Atlantic. Baker schaffte mit Tweedlee Dee Platz 14 in den Popcharts sowie Platz 4 in den R&B-Charts.
Ab 1956 gelangten ihre Singles dann aber regelmäßig in die Popcharts. Mit dem Titel Tra La La hatte Baker 1956 einen Auftritt in dem Musikfilm Rock, Rock, Rock. Ihre Alben verkauften sich nicht besonders gut, nennenswert ist allein LaVern Baker Sings Bessie Smith von 1958, auf dem Baker verschiedene von Smith’ Blues-Klassikern vorträgt und dabei von Jazz-Musikern begleitet wird. Bis 1960 hielt die Hitwelle an (darunter ihr wohl bekanntester Song I Cried a Tear), doch dann drängte „Hitsville“ Motown Baker immer mehr in den Hintergrund. Durch Zusammenarbeit mit dem Komponisten- und Produzenten-Duo Leiber/Stoller hatte sie 1962 mit See See Rider ihren letzten größeren Single-Erfolg.
Nachdem auch einige Duette mit Jackie Wilson ihr kein Comeback verschaffen konnten, wanderte sie nach Japan aus, wo sie sich als Entertainerin betätigte. 1969 vereitelte ihr eine Lungenentzündung eine weitere Karriere im Showbusiness und sie zog auf die Philippinen. Dort lebte sie zusammen mit ihrem Ehemann und leitete einen Nachtclub.
Erst 1988 kehrte sie zum 40-jährigen Jubiläum von Atlantic nach New York zurück und wurde Nachfolgerin Ruth Browns in dem Broadway-Musical Black and Blue. 1991 wurde sie in die Rock and Roll Hall of Fame aufgenommen und sie begann ein Comeback. Obwohl ihr als Folge einer Diabetes-Erkrankung im Jahre 1995 beide Beine unterhalb des Knies amputiert werden mussten, trat sie weiterhin – nun im Rollstuhl sitzend – auf. Am 10. März 1997 starb LaVern Baker in einem New Yorker Krankenhaus an Herzversagen.

## Diskografie

### Alben
- 1956: La Vern
- 1957: LaVern Baker
- 1958: Sings Bessie Smith
- 1959: Blues Ballads
- 1961: Saved
- 1962: See See Rider
- 1962: Richard Rodgers’ No Strings. An After-Theatre Version (mit Chris Connor, Herbie Mann, Bobby Short)
- 1970: Let Me Belong to You
- 1991: Live in Hollywood ’91
- 1992: Woke Up This Mornin’
- 2006: Jim Dandy

### Kompilationen
- 1963: The Best of LaVern Baker
- 1971: Her Greatest Recordings
- 1984: Real Gone Gal
- 1987: I’m Gonna Get You (mit Jackie Wilson)
- 1989: Hits and Rarities
- 1991: Soul on Fire
- 1993: Blues Side of Rock’n’Roll
- 1993: LaVern Baker
- 2006: Wild Wild Women (Splitalbum, mit Ruth Brown)
- 2007: The Platinum Collection
- 2008: Rock’n’Roll Legend
- 2009: Bop Ting a Ling
- 2010: Her Greatest Hits

### Singles
| Jahr | Titel Album                                  | Höchstplatzierung, Gesamtwochen, AuszeichnungChartplatzierungen (Jahr, Titel, Album, Platzierungen, Wochen, Auszeichnungen, Anmerkungen) | Höchstplatzierung, Gesamtwochen, AuszeichnungChartplatzierungen (Jahr, Titel, Album, Platzierungen, Wochen, Auszeichnungen, Anmerkungen) | Anmerkungen | [↑]: gemeinsam behandelt mit vorhergehendem Eintrag; [←]: in beiden Charts platziert |
| Jahr | Titel Album                                  | US | R&B | Anmerkungen |                                                                                      |
| ---- | -------------------------------------------- | --- | --- | --- | ------------------------------------------------------------------------------------ |
| 1955 | Tweedlee Dee LaVern Baker                    | US22 (11 Wo.)US | R&B4 (15 Wo.)R&B | Erstveröffentlichung: November 1954 mit The Gliders Autor: Winfield Scott                                                  |                                                                                      |
| 1955 | That’s All I Need LaVern Baker               | — | R&B6 (7 Wo.)R&B | B-Seite von Bop-Ting-a-Ling mit The Gliders Autoren: Howard Biggs, LaVern Baker, Lincoln Chase                             |                                                                                      |
| 1955 | Bop-Ting-a-Ling LaVern Baker                 | — | R&B3 (11 Wo.)R&B | Erstveröffentlichung: April 1955 mit The Gliders Autor: Winfield Scott                                                     |                                                                                      |
| 1955 | Play It Fair LaVern Baker                    | — | R&B2 (16 Wo.)R&B | Erstveröffentlichung: Oktober 1955 mit The Gliders Autor: Bill Campbell                                                    |                                                                                      |
| 1956 | My Happiness Forever LaVern Baker            | — | R&B13 (4 Wo.)R&B | B-Seite von Get Up Get Up (You Sleepy Head) mit The Gliders Autor: Doc Pomus                                               |                                                                                      |
| 1956 | Get Up Get Up (You Sleepy Head) LaVern Baker | — | R&B15 (1 Wo.)R&B | Erstveröffentlichung: Februar 1956 mit The Gliders Autoren: Jim Breedlove, Joan White                                      |                                                                                      |
| 1956 | I Can’t Love You Enough LaVern Baker         | US48 (11 Wo.)US | R&B7 (10 Wo.)R&B | Erstveröffentlichung: September 1956 Autoren: Dorian Burton, Howard Plummer, LaVern Baker                                  |                                                                                      |
| 1956 | Still LaVern Baker                           | US97 (1 Wo.)US | R&B4 (7 Wo.)R&B | B-Seite von I Can’t Love You Enough Autoren: Dorian Burton, Howard Plummer                                                 |                                                                                      |
| 1956 | Jim Dandy LaVern Baker                       | US22 (19 Wo.)US | R&B1 (20 Wo.)R&B | Erstveröffentlichung: 2. November 1956 mit The Gliders Autor: Lincoln Chase                                                |                                                                                      |
| 1956 | Tra La La LaVern Baker                       | US94 (1 Wo.)US[R&B: ↑] | R&B1 (20 Wo.)R&B | B-Seite von Jim Dandy mit The Gliders aus dem Film Rock, Rock, Rock! Autor: Johnny Parker                                  |                                                                                      |
| 1957 | Jim Dandy Got Married –                      | US76 (2 Wo.)US | R&B7 (6 Wo.)R&B | Erstveröffentlichung: April 1957 Autoren: Lincoln Chase, Tyran Carlo, Tucker, Albert Green                                 |                                                                                      |
| 1957 | Humpty Dumpty Heart Blues Ballads            | US71 (7 Wo.)US | — | Erstveröffentlichung: September 1957 Autor: Henry Boye                                                                     |                                                                                      |
| 1958 | It’s So Fine Blues Ballads                   | — | R&B24 (4 Wo.)R&B | Erstveröffentlichung: September 1958 Autoren: Berry Gordy, Tyran Carlo                                                     |                                                                                      |
| 1958 | I Cried a Tear Blues Ballads                 | US6 (21 Wo.)US | R&B2 (19 Wo.)R&B | Erstveröffentlichung: 3. November 1958 Autoren: Al Julia, Fred Jay                                                         |                                                                                      |
| 1959 | I Waited Too Long Blues Ballads              | US33 (11 Wo.)US | R&B5 (12 Wo.)R&B | Erstveröffentlichung: März 1959 Autoren: Neil Sedaka, Howard Greenfield                                                    |                                                                                      |
| 1959 | So High So Low Blues Ballads                 | US52 (10 Wo.)US | R&B12 (10 Wo.)R&B | Erstveröffentlichung: Juni 1959 Autor: LaVern Baker basiert auf dem Volkslied The Bosom of Abraham (Oh, Rock My Soul)      |                                                                                      |
| 1959 | If You Love Me Blues Ballads                 | US79 (2 Wo.)US | — | B-Seite von So High So Low Autoren: Marguerite Monnot, Édith Piaf Original: Édith Piaf – Hymne à l’amour, 1950             |                                                                                      |
| 1959 | Tiny Tim –                                   | US63 (9 Wo.)US | R&B18 (4 Wo.)R&B | Erstveröffentlichung: Oktober 1959 Autoren: Alex Bradford, LaVern Baker                                                    |                                                                                      |
| 1960 | Shake a Hand Saved                           | — | R&B13 (4 Wo.)R&B | Erstveröffentlichung: Januar 1960 Autor: Joe Morris Original: Faye Adams, 1953                                             |                                                                                      |
| 1960 | Wheel of Fortune Saved                       | US83 (4 Wo.)US | — | Erstveröffentlichung: April 1960 Autoren: Bennie Benjamin, George David Weiss Original: Johnny Hartman, 1951               |                                                                                      |
| 1960 | Shadows of Love Saved                        | US83 (4 Wo.)US | — | B-Seite von Wheel of Fortune Autor: Blackwell                                                                              |                                                                                      |
| 1960 | Bumble Bee Saved                             | US46 (11 Wo.)US | — | Erstveröffentlichung: Oktober 1960 Autoren: LaVern Baker, Leroy Fullylove                                                  |                                                                                      |
| 1961 | You’re the Boss –                            | US81 (3 Wo.)US | — | Erstveröffentlichung: Dezember 1960 mit Jimmy Ricks Autoren: Jerry Leiber, Mike Stoller                                    |                                                                                      |
| 1961 | Saved                                        | US37 (7 Wo.)US | R&B17 (5 Wo.)R&B | Erstveröffentlichung: April 1961 Autoren: Jerry Leiber, Mike Stoller                                                       |                                                                                      |
| 1962 | See See Rider                                | US34 (11 Wo.)US | R&B9 (8 Wo.)R&B | Erstveröffentlichung: November 1962 Autoren: Ma Rainey, Lena Arrant Original: Ma Rainey, 1924; basiert auf einem Volkslied |                                                                                      |
| 1964 | You’d Better Find Yourself Another Fool –    | — | R&B35 (4 Wo.)R&B | Erstveröffentlichung: Juni 1964 Autoren: Nugetre, Tom Dowd                                                                 |                                                                                      |
| 1965 | Fly Me to the Moon –                         | US84 (2 Wo.)US | R&B31 (5 Wo.)R&B | Erstveröffentlichung: Januar 1965 Autor: Bart Howard Original: Felicia Sanders, 1954                                       |                                                                                      |
| 1966 | Think Twice –                                | US93 (1 Wo.)US | R&B37 (3 Wo.)R&B | Erstveröffentlichung: Dezember 1965 mit Jackie Wilson Autoren: Eddie Singleton                                             |                                                                                      |

Weitere Singles
- 1953: Soul on Fire (als Laverne Baker)
- 1954: I Can’t Hold Out Any Longer
- 1956: Fee Fee Fi Fo Fum (mit The Gliders)
- 1957: St. Louis Blues
- 1958: Substitute
- 1958: Harbor Lights
- 1960: A Help-Each-Other Romance (mit Ben E. King)
- 1961: I Didn’t Know I Was Crying
- 1961: Hey, Memphis
- 1962: No Love So True
- 1962: See See Rider
- 1963: Trouble in Mind
- 1963: Itty Bitty Girl
- 1965: Let Me Belong to You
- 1966: One Monkey (Don’t Stop the Show)
- 1966: Batman to the Rescue
- 1967: Wrapped, Tied and Tangled
- 1967: Born to Lose
- 1969: I’m the One to Do It

## Auszeichnungen
- 1991: Aufnahme in die Rock and Roll Hall of Fame